# Intèrpret JavaScript
L'intèrpret JavaScript, també conegut com a motor JavaScript o implementació JavaScript (en anglès, JavaScript engine), és un intèrpret informàtic que llegeix el codi font en llenguatge JavaScript i executa un script d'acord amb les instruccions donades.
El primer intèrpret JavaScript va ser creat per Brendan Eich, mentre treballava a la Netscape Communications Corporation, per a ser inclòs en el navegador web Netscape Navigator. Aquest intèrpret és conegut amb el nom en clau SpiderMonkey i el seu desenvolupament es manté gràcies a la Fundació Mozilla.
Els programes amfitrió més comuns per Javascript són els navegadors web. Els navegadors web generalment utilitzen una Application Programming Interface (API) pública per a crear objectes de l'amfitrió (de l'anglès host objects) reflectits en el DOM d'un document i accessibles a través de JavaScript.
Un servidor web és una altra aplicació informàtica en què se sol integrar un intèrpret JavaScript. Un servidor web JavaScript reflectiria en objectes les comandes i respostes fetes sobre el protocol HTTP, que permet una aplicació en JavaScript utilitzar aquesta informació per crear pàgines web de manera dinàmica.

## Intèrprets JavaScript
Principals intèrprets JavaScript per a navegadors web:
Mozilla
- Rhino, usat per Mozilla Foundation, de codi obert (open source), desenvolupat totalment en Java.
- SpiderMonkey (criptònim), el primer intèrpret JavaScript, escrit per Brendan Eich per a Netscape Communications
- TraceMonkey, el primer intèrpret JavaScript per a Firefox 3.5.
- JägerMonkey, el primer intèrpret JavaScript desenvolupat per a Mozilla Firefox 4.[1]
- Tamarin, per a Adobe Labs d'Adobe Systems.

Google
- V8, de codi obert, desenvolupat per Google en Denmark, una part de Google Chrome.

Altres
- KDE o KJS, intèrpret ECMAScript/JavaScript desenvolupat originalment per Harri Porten per al project de KDE, el navegador web Konqueror.
- Narcissus, de codi obert, escrit per Brendan Eich, que també escrigué el de SpiderMonkey
- Chakra, per a l'Internet Explorer 9.[2]
- Nitro, formalment SquirrelFish, per al Safari 4
- Carakan, per a Opera Software, usat des d'Opera 10.50.
- Futhark, per a Opera Software, substituït per Carakan a Opera 10.50, en funcionament des de març del 2010.